# 董景珍
董景珍（？—620年），鄱阳人，隋末起义军领袖。

## 生平
617年，巴陵校尉董景珍、雷世猛，旅帅郑文秀、许玄、万瓒、徐德基、郭华，沔阳人张绣等人计划占据巴陵郡，背叛隋朝。大家推举董景珍为主。董景珍认为自己出身贫寒，推荐罗川县令萧铣，萧铣是萧岩（梁明帝的弟弟）的孙子。萧铣同意了。
当时颍川沈柳生归附了萧铣，萧铣自称梁公，将隋朝的服帜都恢复梁朝制度，沈柳生为车骑大将军。沈柳生自诩拥立之功，杀死了董景珍派来迎接萧铣的徐德基。在董景珍的要求下，萧铣处死沈柳生并将他，沈柳生的党羽都溃散离去。十月十九日，萧铣自称梁王，改年号为鸣凤。
618年，萧铣即皇帝位，追谥叔父萧琮为孝靖皇帝，祖父萧岩为河间忠烈王，父亲萧璿为文宪王，封董景珍为晋王，雷世猛为秦王，郑文秀为楚王，许玄彻为燕王，万瓚为鲁王，张绣为齐王，杨道生为宋王。岑文本为中书侍郎，把都城迁到江陵。
620年，萧铣宣布罢兵营农，实际是想夺诸将的兵权。大司马董景珍的弟弟不满，计划反叛。事泄被杀。当时董景珍镇守长沙，萧铣赦免董景珍，命他回江陵。董景珍在十一月初五献长沙投降唐朝，唐高祖令峡州刺史许绍出兵接应。十二月，萧铣派齐王张绣攻打董景珍，董景珍对张绣说：“你不知道汉高祖‘去年醢彭越，往年杀韩信’？我们为什么要互相攻杀？”张绣不答，进兵包围长沙。董景珍想突围，为麾下所杀。萧铣命张绣为尚书令。张绣恃功骄横，萧铣又杀了张绣。